# Giuseppe Donizetti
Giuseppe Donizetti, més conegut com a Donizetti Paşa (Bèrgam, Llombardia, 6 de novembre de 1788 – Istanbul, 12 de febrer de 1856) va ser el director de l'Orquestra Imperial (Mûsikâ-i Hümâyûn) de l'Imperi Otomà, per la qual cosa va viure a Istanbul fins al final de la seva vida.
El 1828 va ocupar la posició d'instructor general de música de l'Imperi Otomà, a la cort del soldà Mahmut II (1808–39). Donizetti va tenir un paper important en la introducció de la música europea a l'exèrcit otomà. Va rebre el títol de paixà.
Està enterrat a la Catedral de l'Esperit Sant a Şişli. Fou germà de Gaetano Donizetti.